# Eriopyga stenia
Eriopyga stenia är en fjärilsart som beskrevs av Paul Dognin 1907. Eriopyga stenia ingår i släktet Eriopyga och familjen nattflyn. Inga underarter finns listade i Catalogue of Life.